# Memorial secreto del Conde-Duque de Olivares

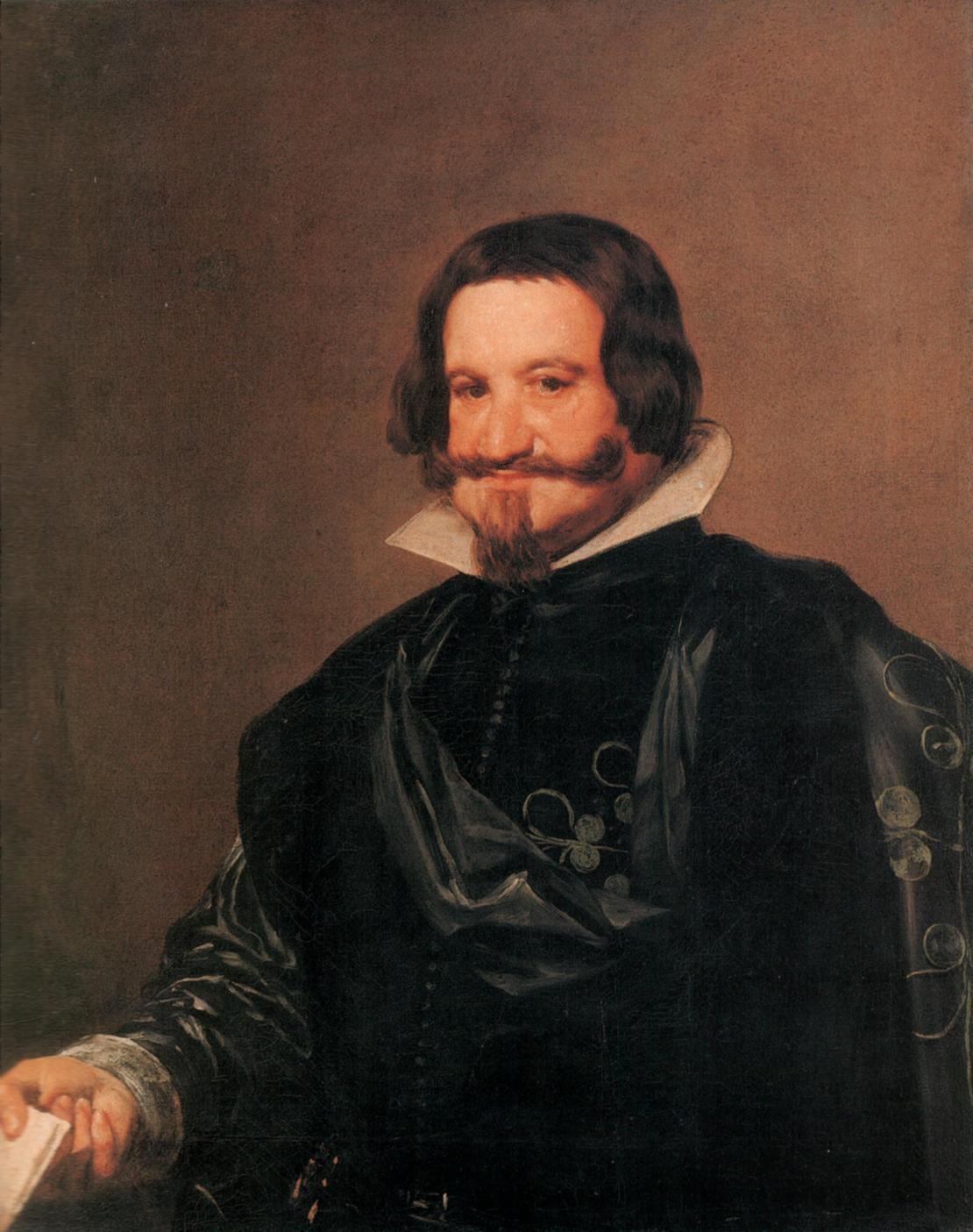
Retrato del Conde-Duque de Olivares pintado por Velázquez en 1635

El Gran Memorial o memorial secreto del Conde-Duque de Olivares fue un informe confidencial, fechado el 25 de diciembre de 1624, elaborado por el valido Conde-Duque de Olivares para Felipe IV de España, en el que relataba la difícil situación por la que atravesaba la Monarquía Hispánica y exponía los remedios o «desempeños» para superarla. En síntesis, lo que proponía Olivares era uniformizar las leyes e instituciones de los "Reinos, Estados y Señoríos" de la monarquía compuesta hispánica para conseguir que la autoridad del rey saliera reforzada al alcanzar en todos ellos el mismo poder que tenía en la Corona de Castilla. En el párrafo clave del documento, Olivares le decía al rey que «el negocio más importante de su Monarquía» era «reducir estos reinos de que se compone España al estilo y leyes de Castilla, sin ninguna diferencia, que si Vuestra Majestad lo alcanza será el Príncipe más poderoso del mundo». La primera plasmación concreta de esta nueva política sería el proyecto de Unión de Armas, presentado por Olivares dos años después y que fracasaría al provocar, entre otras razones, la Crisis de 1640 que a punto estuvo de acabar con la Monarquía Hispánica -de hecho el reino de Portugal conseguiría desgajarse de ella, no así el Principado de Cataluña.

## Debate sobre su autenticidad y autoría
Si bien el memorial secreto del Conde-Duque de Olivares es probablemente uno de los documentos de la Historia de España más citado, desde que Antonio Cánovas del Castillo, historiador y presidente del gobierno durante la Restauración borbónica en España, reprodujera sus párrafos clave en su libro Estudios del reinado de Felipe IV publicado en Madrid en 1888, un descubrimiento tan tardío debe ser motivo de reflexión. El hecho de que no fuera conocido por el público antes de 1788 y que las copias existentes en bibliotecas y archivos sean muy diferentes entre sí y muy posteriores a su supuesta redacción, indica que este documento debe tomarse con mucha cautela. Su autoría y fecha están puestas en duda, probablemente se trata de una falsificación elaborada en torno a 1700.

## Antecedentes

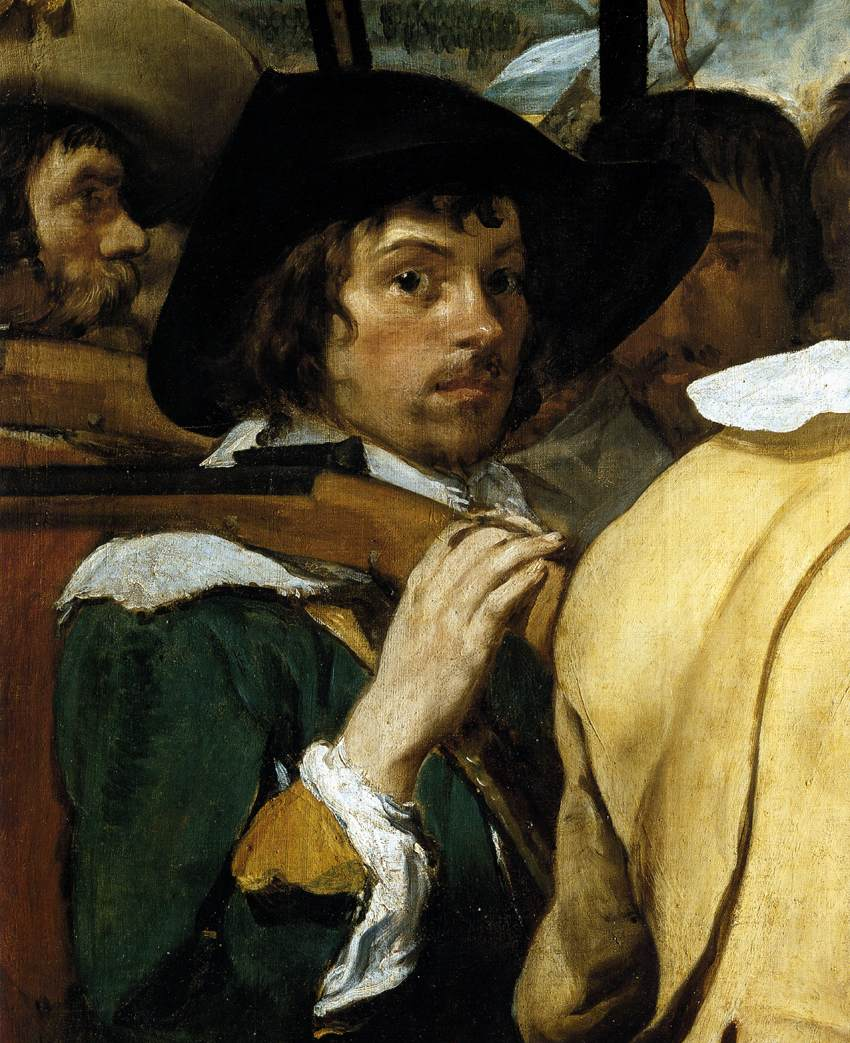
Detalle la Rendición de Breda de Velázquez (1634-1635)

El estallido de la Guerra de los Treinta Años y la depresión económica del siglo XVII d. C. que alcanzó a buena parte de Europa, hicieron que los gobernantes de las monarquías compuestas se plantearan alcanzar una mayor cohesión y uniformidad, porque consideraban que la diversidad inherente a este tipo de monarquía era un obstáculo para un gobierno eficaz, en un momento en que era necesario movilizar al máximo los recursos y aumentar los ingresos de la haciendas reales para hacer frente a guerras cada vez más costosas, fruto de la revolución militar de la Edad Moderna. Por ejemplo, los consejeros de Luis XIII de Francia insistieron en aplicar el sistema de los pays d'élections —donde la autoridad del monarca era muy amplia— a los pays d'états —donde estaba limitada por las leyes e instituciones propias—. En ese contexto se sitúa el proyecto de Olivares resumido en su aforismo Multa regna, sed una lex, «Muchos reinos, pero una ley».

No pueden existir dudas con respecto a la naturaleza de aquella una lex. Había de ser inevitablemente la ley de Castilla, donde el poder del rey era más efectivo que en cualquier provincia que mantuviese todavía sus tradicionales libertades. De hecho la castellanización solicitada desde hacía tiempo por algunos sectores influyentes, iba a ser ahora la política oficial del rey de España.
Elliott (1982, pp. 179)

## El memorial

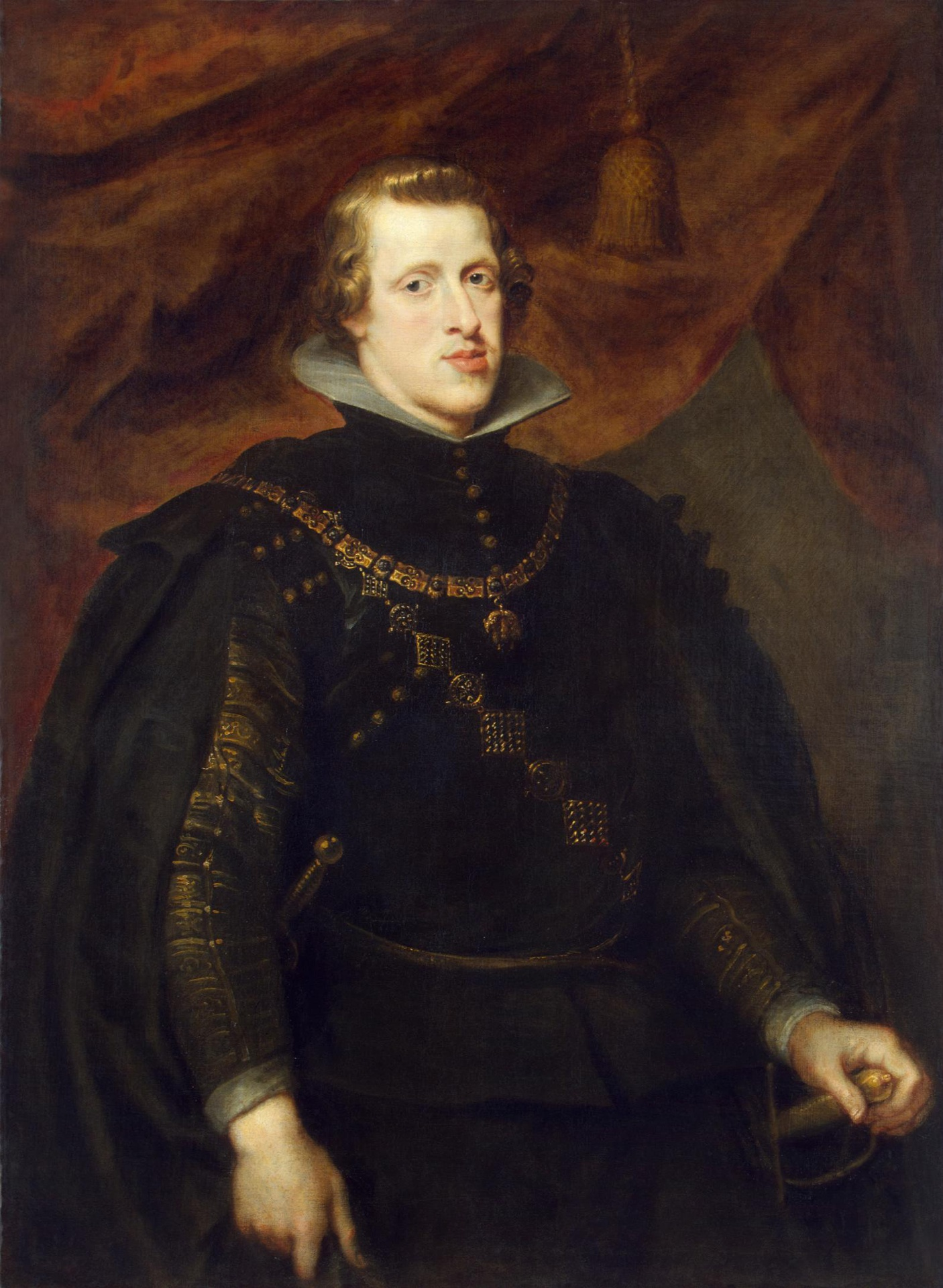
Retrato de Felipe IV de España pintado por Rubens en 1628

La nueva política que proponía Olivares suponía modificar el modelo político de monarquía compuesta de los Austrias en el sentido de uniformizar las leyes e instituciones de todos sus "Reinos, Estados y Señoríos" para conseguir que el rey tuviera en ellos el mismo poder del que gozaba en Castilla. Todo ello quedó plasmado en el memorial secreto preparado por Olivares para Felipe IV, fechado el 25 de diciembre de 1624, en el que después de hacer una detallada descripción del sistema de gobierno de la Monarquía Católica y de los graves problemas que la aquejaban, exponía los remedios, que quedaron resumidos en un párrafo clave que decía:

Tenga Vuestra Majestad por el negocio más importante de su Monarquía, el hacerse Rey de España: quiero decir, Señor, que no se contente Vuestra Majestad con ser Rey de Portugal, de Aragón, de Valencia, Conde de Barcelona, sino que trabaje y piense, con consejo mudado y secreto, por reducir estos reinos de que se compone España al estilo y leyes de Castilla, sin ninguna diferencia, que si Vuestra Majestad lo alcanza será el Príncipe más poderoso del mundo.
Elliott (1982, pp. 179)

A continuación Olivares proponía tres posibles maneras de alcanzar ese objetivo. La primera «y la más dificultosa de conseguir (pero la mejor, pudiendo ser) sería que VM favoreciese los de aquel reino, introduciéndolos en Castilla, casándolos con ella, y los de acá allá». La segunda era que negociara los cambios pero desde una posición de fuerza, es decir, en el momento en que contase con un ejército y una armada a su disposición. La tercera manera la exponía así Olivares en el memorial:

El tercer camino, aunque no con medio tan justificado, pero el más eficaz, sería hallándose VM con esta fuerza que dije, ir en persona como a visitar aquel reino donde se hubiere de hacer el efecto, y hacer que se ocasione algún tumulto popular grande y con este pretexto meter la gente, y en ocasión de sosiego general y prevención de adelante, como por nueva conquista asentar y disponer las leyes en la conformidad de las de Castilla y de esta misma manera irlo ejecutando con los otros reinos.
Elliott (1982, pp. 179-180)

Esta tercera manera de alcanzar el objetivo ha sido relacionada por una parte de la historiografía con la sublevación de Cataluña de 1640, que según esta interpretación —que por otro lado ya fue expuesta por algún contemporáneo— habría sido instigada por el propio Olivares. Otra interpretación es defendida por el historiador John H. Elliot, que afirma que para corroborar la relación directa de causa a efecto entre el memorial y la revuelta catalana "nunca se ha aducido ninguna prueba clara" por lo que "no debe ser considerada más que como una posible hipótesis de los acontecimientos". Además Elliot señala que Olivares prefería la «primera manera» —reducir los diversos reinos a las leyes de Castilla mediante la mezcla de sus naturales con los matrimonios entre personas de unos y otros y con la concesión de cargos a los no castellanos— como lo demuestra el hecho de que insistiera con energía en esto en otras partes del memorial y de que recogiera asimismo "aparentemente con una convicción profunda, todas las quejas y descontentos de los aragoneses, catalanes y portugueses durante las décadas precedentes [la ausencia del rey de sus estados y la exclusión de los cargos de la Monarquía]":

¿Qué razón hay para que sean excluidos de ningún honor o privilegio de estos reinos, sino que gocen igualmente de los honores, oficios y confianzas que los nacidos en medio de Castilla y Andalucía, estos vasallos, no siendo de conquista, título de menos confianza y seguridad, y que hayan de estar desposeídos de los privilegios aquellos naturales de reinos y provincias en que VM ha entrado a reinar con un derecho asentado y llano y donde reinaron tantos ascendientes de VM continuadamente?

¿Y qué maravilla es que siendo estos mismos vasallos de Castilla admitidos en todos los honores donde VM asiste, y que gozan de su Real presencia, causen celos, descontentos y desconfianzas? Las hay grandísimas y justificadísimas en todos  estos reinos y provincias, que no sólo se ha contentado el gobierno de tantos años con tenerlos sin la presencia de su Rey, sino también inhabilitados para las honras y notados por desconfidentes y desiguales en todo a los otros vasallos...
Elliott (1982, pp. 180-181)

## Interpretación

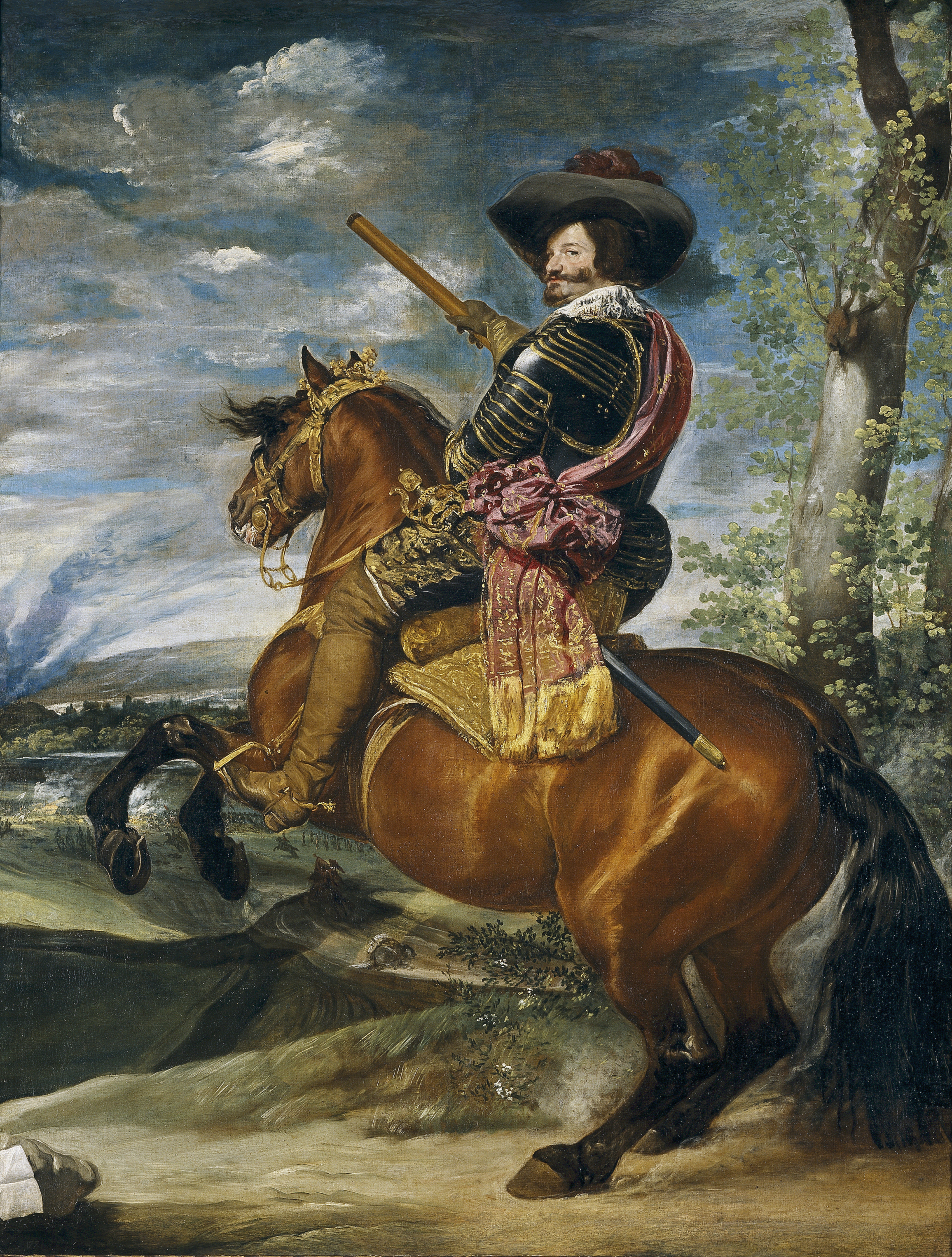
Retrato ecuestre del Conde-Duque de Olivares por Velázquez (1634)

Según el hispanista británico John H. Elliott el proyecto de Olivares expuesto en el Memorial ha sido interpretado equivocadamente como la imposición de la dominación castellana en la Monarquía, por lo que Olivares en esto sería el heredero de los extremistas castellanos del siglo XVI d. C.. Sin embargo, según Elliott, esta visión no se sostiene desde el momento en que Olivares aboga en el Memorial por poner remedio a las dos quejas fundamentales de los reinos y estados no castellanos: hacer que el rey viaje de una "provincia" a otra, en vez de residir permanentemente en Madrid —poniendo fin así al absentismo real— y acabar con el monopolio castellano de los cargos y puestos en la Monarquía —de los que hasta entonces estaban excluidos los naturales del restos de estados-, sabiendo, por otro lado, que esto último iba encontrar fuertes resistencias en Castilla —"puede que su temor a la reacción de Castilla, afirma Elliott, fuese la causa de que en los años siguientes no abriese los cargos de la Monarquía a todos, sin tener en cuenta su provincia de origen... Había demasiados intereses creados para que cambiase de la noche a la mañana un procedimiento practicado desde hacía tanto tiempo, y también es posible que la conciencia que tenía del enorme peso que Castilla soportaba le hiciese dudar a la hora de suprimir, en su monopolio de los cargos imperiales, una de las pocas compensaciones que todavía poseía Castilla"—.
La interpretación que hace Elliott del proyecto de Olivares es la siguiente:

Que intentaba castellanizar, en el sentido de introducir las leyes de Castilla en las otras provincias, era una cosa que él mismo puso claramente de manifiesto. [...] Al proponer leyes uniformes, impuestos uniformes, la abolición de barreras aduaneras, Olivares no estaba haciendo más que lo que hacían los hombres de Estado de su tiempo por toda Europa. El aspecto sorprendente de los planes de Olivares no era su propuesta de castellanización de las leyes, que era bastante normal en las circunstancias de la época, sino sus sugerencias de des-castellanización de los cargos. En este punto parecía tender hacia un concepto más amplio de nacionalidad española, en el que «castellano» y «aragonés» se habrían de fundir. [...]

La política de Olivares resulta más fácil de comprender si se le considera el paladín, no de Castilla, sino de España: de un estado orgánico, unificado, en el que las gentes de todas las partes de la península tuviesen una consideración igual. [...] Esto podía implicar la obligación de los catalanes y portugueses de pagar los mismos impuestos y de ser gobernados por las mismas leyes que los castellanos, pero también implicaba que merecían la misma confianza y disfrutar de los mismos privilegios. Los castellanos y los catalanes ya no habrían de considerarse simplemente catalanes o castellanos: serían españoles, valorados igualmente y formando parte igualmente de la renovada Monarquía del rey de España.

Según Elliott, Olivares siempre se opuso a la idea de la vieja escuela de los aristócratas castellanos de considerar a "los catalanes o a los portugueses como ciudadanos de segunda clase. En más de una ocasión, Olivares tuvo que salir al paso de este concepto. En 1632, por ejemplo, la lealtad de los catalanes fue puesta en duda por algunos ministros, y Olivares se enfrentó con ellos duramente en una reunión del Consejo de Estado":

Sea excepción la naturaleza de los catalanes para no fiar de su lealtad lo mismo que los de Castilla, entiende que se les hace mucho agravio, y que puede VM seguramente hacer de aquellos vasallos la misma confianza que de los nacidos en Madrid, y que la diferencia sin causa con que han querido tratar las naciones de España ha sido perdudicialísimo al servicio de VM y a la conservación de la misma monarquía, y que será su total ruina el permitirlo, sino que en decir españoles se entiende que no hay diferencia de esta a aquella nación de las que se comprenden en los límites de España. Y lo mismo que de los Catalanes entiende cuanto a los portugueses.
Elliott (1982, pp. 182-183)

## Influencia posterior
Cánovas consideró que el memorial debía leerse como un manifiesto en el que se sentaba las bases del proyecto Estado nación español del valido de Felipe IV. El pensador y escritor del siglo XVIII d. C. Melchor de Macanaz, cuyas propuestas guardan ciertos paralelismos con las del propio memorial, manifestó un rechazo abierto a la figura del Conde-Duque, cuyas posturas políticas acusó de tiránicas y obtsusas.